# Ankvenefer
Ankvenefer, znan tudi kot Kaonofris in Ankmakis, je bil naslednik uporniškega nedinastičnega faraona Horuneferja,  ki je med vladavinama Ptolemaja V. in Ptolemaja VI. približno od leta 199-185 pr. n. št. vladal v večini Gornjega Egipta, * ni znano, † verjetno 185 pr. n. št.
Ankvenefer je Horuneferja nasledil okoli leta 199 pr. n. št. in uspel osvojiti približno 80% države. Leta 197 pr. n. št. je osvojil Likopolis (sedanji Asjut), vendar se je moral umakniti v Tebe. Vojna med severom in jugom Egipta se je nadaljevala do leta 185 pr. n. št., ko je Ankveneferja aretiral Ptolemajev general Konan.  V zahvalo svečenikom, ki so pripomogli k njegovemu porazu, je bil napisan Kamen iz Rosette. Ker je bila večina primarnih dokumentov uničena,  ni o Ankveneferjevem vladanju  znana skoraj nobena podrobnost. 